# La Calma (Avinyonet del Penedès)
La Calma és una serra situada al municipi d'Avinyonet del Penedès a la comarca de l'Alt Penedès, amb una elevació màxima de 290 metres. En un extrem hi ha la creu de Can Ràfols dels Caus.
Sobre aquesta planícia elevada, situada prop del Can Ràfols dels Caus, s'hi han trobat restes arqueològiques (un aixa de pedra basàltica i una punta de fletxa) i coralls fòssils.